# Octha Kentski
Octha odnosno Octa je bio jednim od prvih kraljeva Kraljevine Kenta. Nadnevci njegova kraljevanja nisu jasno određeni. Vjeruje se da je vladao od 512. do 534. ili od 516. do 540. godine. Unatoč tako opskurnijim izvorima, Octha je utjecao na Brite, koji opisuju njegova djela u nekoliko izvora. 
O samom podrijetlu izvori se ne slažu je li Hengest, vođa prvih anglosaskih osvajanja i naseljavanja Kenta, bio otac ili djed Aesca Kentskog ili je to bio Octi Kentskom, jedan od kojih je naslijedio Hengesta na mjestu kralja. Tako postoje dvojbe je li bio Hengestov ili Aescov sin, a po nejedinstvenim izvorima bio je otac Aesca il Eormenrika.
Prema Historia ecclesiastica gentis Anglorum sv. Bede Časnog, Octha je bio "sin Orrica, prezimena Aesc" odnosno sin Hengesta, s kojim je Aesc došao u Britaniju, uz dopuštenje britskog kralja Vortigerna, a da je Octhi bio otac. Kao Aescov sin pripadao je dinastiji Aescingovaca (Oiscingas)". Anglosaska kronika iz 9. stoljeća, jedan od najvrjednijih izvora tog povijesnog razdoblja, ne spominje Octhu, ali spominje Hengesta i navodi Aesca kao njegova sina. Rukopis Vespazijanov psaltir (Vespasian Psalter) navodi Octhu kao Hengestova sina i Aescova oca. Octhu spominje Historia Brittonum, povjesničarsko djelo iz 9. stoljeća koje opisuje Brite. Prema pripovjedaču je Hengest, koji se je naselio na Britaniju uz pristanak kralja Vortigerna da bi se za nj borio protiv naroda kojeg latinski izvori nazivaju imenom Scoti, poslao svoje sinove Octhu i Ebusu pomoći njegovim postrojbama. Oba su pustošila po Škotskoj. Nakon Hengestove smrti Octha je postao kraljem Kenta. Neki rukopisi iz Historie sadrže rodoslove saskih kraljevstava. Rodoslovlje kraljeva Kenta navodi Octhu kao sina i nasljednika Hengestova te oca kralja Osse.